# Nicolas Blanchard
Nicolas Blanchard, född 31 maj 1987, är en kanadensisk professionell ishockeyspelare som spelar för Carolina Hurricanes i NHL.
Han draftades i sjätte rundan i 2005 års draft av Carolina Hurricanes som 192:a spelare totalt.